# Cratere Gusev
Gusev è un cratere d'impatto marziano largo circa 160 chilometri e situato a 15° di latitudine sud rispetto all'equatore del pianeta. La sua formazione risale a circa 4 o 5 miliardi di anni fa, ed il suo nome deriva da quello dell'astronomo russo Matvej Gusev (1826-1866).
Gli scienziati suppongono che un tempo fosse un lago, come dimostrerebbe la presenza di quello che sembra il letto asciutto di un affluente nella parte meridionale del cratere.
Proprio per questo motivo è stato designato come luogo d'atterraggio su Marte del rover Spirit, lanciato dalla NASA nel giugno 2003 e giunto a destinazione il 4 gennaio 2004.
L'area prevista per l'atterraggio era quella racchiusa all'interno dell'ellisse, centrato in pieno dalla sonda, che si è fermata approssimativamente nella zona scura a destra, in un punto le cui coordinate sono state stimate essere latitudine 14,5718° S ± 30 metri, longitudine 175,4785° E ± 0,5 metri.